# Wes Bialosuknia
Wesley John Bialosuknia, detto Wes (Poughkeepsie, 8 giugno 1945 – Hartford, 23 ottobre 2013), è stato un cestista statunitense, professionista nella ABA.

## Carriera
Venne selezionato dai St. Louis Hawks al quarto giro del Draft NBA 1967 (37ª scelta assoluta).